# Juan Nuñez de Lara
Pour les articles homonymes, voir Juan Núñez et Núñez.

Représentation du blason de la maison de la Cerda depuis le XIIIe siècle, résultat de la combinaison de la Castille et León, par l'infant Ferdinand, et de la France, par Blanche de France

Juan Nuñez de Lara (Juan Núñez de Lara III en espagnol) (1313 - Burgos, 1350, à l'âge 37 ans) a été infant de Castille et seigneur de Lara (près de Burgos), fils de l'infant Ferdinand II de la Cerda (es) (fils cadet de Ferdinand de la Cerda) et de Juana Núñez de Lara (es). Bien qu'appartenant au lignage de la Cerda, branche aînée mais dépossédée de la Maison de Castille (elle-même branche cadette de la Maison d'Ivrée-Comté de Bourgogne), il a préféré porter le nom de famille de sa mère et celui de sa seigneurie.
En 1331, il épouse Maria Diaz II de Haro, treizième dame de Biscaye, fille et héritière de Juan de Castille de Haro, le douzième seigneur de Biscaye, assassiné à Toro en 1326, et d'Isabelle de Portugal. Maria Diaz II était la petite-fille paternelle de l'infant Juan de Castille (1262-1319 ; fils puîné d'Alphonse X, fils de saint Ferdinand III) et de Maria Diaz Ire de Haro, dame de Biscaye ; quant à Isabelle de Portugal, elle était la fille de l'infant Alphonse, fils d'Alphonse III de Portugal, et de Yolande-Emmanuelle de Castille, fille de l'infant Manuel de Castille et petite-fille de Ferdinand III. De ce mariage naîtront :
- Juana de Lara de la Cerda (1335 - 1359). quinzième dame de Lara et de Biscaye. Elle s'est mariée avec l'infant Tello de Castille, fils naturel d'Alphonse XI Le Justicier. Elle sera assassinée à Séville à l'âge de 24 ans durant la guerre civile entre ses beaux-frères Pierre le Cruel et Henri II de Trastamare, respectivement demi-frère et frère de Tello.
- Lope Diaz de Haro (1336-1343), seigneur héritier de Biscaye, mais mort à l'âge de 7 ans.
- Isabelle de Lara de La Cerda (1335/1340 - 1361), seizième dame de Lara et de Biscaye entre 1359 et 1361. Elle s'est mariée en 1354 avec l'infant Juan d'Aragon, fils d'Alphonse IV d'Aragon. Elle fut assassinée par Pierre le Cruel à Bilbao : Postérité éventuelle, cf. l'article Gaston II de Foix.
- Nuño Diaz de Haro (1348-1352), quatorzième seigneur de Lara et de Biscaye. Successeur de ses parents en 1350, à l'âge de 2 ans, mais mort à 4 ans.

De sa relation avec Mayor Leguizamón est né :
- Pedro de Lara (1348-1384,: comte de Mayorga, marié avec Beatriz de Castro.

Malgré la mort de sa femme, il a continué à se proclamer seigneur de Biscaye, ce qui facilitera les choses à la chancellerie castillane d'Henri II régie par Pero López de Ayala, en alléguant que ledit roi Henri II de Trastamare (mari de Jeanne Manuel de Villena, fille de l'infant Juan Manuel de Castille, neveu d'Alphonse X, et de Blanche Núñez de Lara de la Cerda, une des sœurs de notre Juan Nuñez : voir ci-contre), serait le successeur légitime à la seigneurie de Biscaye, et que par conséquent le fils aîné d'Henri II et Jeanne Manuel serait le prochain seigneur de Biscaye. Ainsi, la seigneurie de Biscaye, après presque un siècle de conflits, tombait dans le domaine des rois castillans, par l'intermédiaire d'héritages féminins.